# دكتور جون
دكتور جون (بالكورية: 의사요한)، هو مسلسل تلفزيوني كوري جنوبي من بطولة جي سونغ، لي سي يونج ولي كيو هيونغ، تم عرض المسلسل على قناة إس بي إس في الفترة من 19 يوليو إلى 7 سبتمبر 2019.

## روابط خارجية
- دكتور جون على موقع IMDb (الإنجليزية)
- دكتور جون على موقع نتفليكس (الإنجليزية)
- دكتور جون على موقع ليتربوكسد (الإنجليزية)
- دكتور جون على موقع كينوبويسك (الروسية)
- دكتور جون على موقع قاعدة بيانات الفيلم (الإنجليزية)